# Archidiocèse de Gdańsk
L'archidiocèse de Gdansk (en latin : Archidioecesis Gedanensis et en polonais : Archidiecezja gdańska) est une circonscription ecclésiastique de l'Église catholique en Pologne. Il est l'un des 14 archevêchés du pays. Son siège est situé à Gdańsk. Il a pour archevêque Tadeusz Wojda (en), S.A.C., depuis le 2 mars 2021.

## Territoire
L'archidiocèse englobe le littoral baltique oriental de la voïvodie de Poméranie, comprenant approximativement les powiaty de Gdańsk et de Puck, ainsi que quelques parties des powiaty voisins.

Carte des archidiocèses et diocèses polonais

Le siège archiépiscopal est à Gdańsk, avec la basilique archicathédrale
de la Sainte-Trinité, située dans le quartier d'Oliwa, et la basilique cocathédrale Notre-Dame-de-l'Assomption, connue également comme basilique Sainte-Marie (Mariacką), située dans le centre-ville. Outre les deux cathédrales, le diocèse compte trois autres basiliques mineures : la basilique de la Vierge-Marie-Reine-de-Pologne à Gdynia, et celles de Sainte-Brigitte et de Saint-Nicolas à Gdańsk.
Le territoire couvre 2 500 km², et il est divisé en 24 doyennés et 201 paroisses. 

## Diocèses suffragants
- Diocèse de Pelplin
- Diocèse de Toruń

## Histoire
Après la Première Guerre mondiale et la restauration de la Pologne indépendante, la ville de Gdańsk (Dantzig) n'a pas été restituée à la Pologne par l'Allemagne, mais transformée en ville libre conformément au traité de Versailles. La congrégation catholique située à l'ouest de la Vistule appartenait au diocèse de Chełmno, qui a été restitué à la Pologne, et à l'est de la Vistule au diocèse de Warmie, qui a continué à faire partie de la république de Weimar pendant l'entre-deux-guerres. Les Allemands de l'administration du diocèse de Chełmno sont remplacés par des prêtres polonais et la langue polonaise devient obligatoire. Alors qu'environ 130 000 habitants de Dantzig sont catholiques, seuls 10 % d'entre eux sont polonophones et les premières tentatives de réorganisation de la répartition ecclésiastique ont lieu au printemps 1919, lorsque des membres de la congrégation allemande demandent à être rattachés au diocèse de Warmie.
Alors que ces tentatives sont soutenues par le gouvernement allemand, le gouvernement polonais tente de préserver la situation existante. Le 24 avril 1922, le pape Pie XI décide d'établir un administrateur apostolique de la ville libre de Dantzig, directement subordonné au pape. En 1925, un concordat entre la Pologne et le Saint-Siège a été signé et l'administrateur apostolique était désormais censé être subordonné au nonce de Varsovie, ce qui a provoqué des protestations au sein de la population locale. Le 30 décembre 1925, le pape établit le diocèse exempt de Danzig et nomme Edward O'Rourke comme premier évêque le 2 janvier 1926. 
Le 25 mars 1992, le diocèse a été promu archidiocèse métropolitain de Gdańsk. Le 17 novembre 1993, l'archevêque a publié des instructions sur le statut du kachoube comme langue liturgique. 

## Évêques et archevêques
Évêques :
- Edward O'Rourke (21 avril 1922 - 13 juin 1938)
- Charles Mary Splett (13 juin 1938 - 5 mars 1964)
- Edmund Nowicki (7 mars 1964 - 10 mars 1971)
- Lech Kaczmarek (1 décembre 1971 - 31 juillet 1984)

Archevêques :
- Tadeusz Gocłowski, C.M. (31 décembre 1984 - 17 avril 2008)
- Sławoj Leszek Głódź (17 avril 2008 - 13 août 2020)
- Tadeusz Wojda (en), S.A.C., depuis le 2 mars 2021